# Hervé Anselme
Hervé Anselme (22 ottobre 1963) è un ex sciatore alpino francese.

## Biografia
Slalomista puro, Anselme vinse la medaglia d'argento ai Campionati francesi 1987; non prese parte a rassegne olimpiche né ottenne piazzamenti in Coppa del Mondo o ai Campionati mondiali.

## Palmarès

### Campionati francesi
- 1 medaglia (dati parziali, dalla stagione 1986-1987):
  - 1 argento (slalom speciale[2] nel 1987)